# Бабелдаоб
Бабелдаоб (такође Бабелтхуап) је највеће острво у Палауу. Он се налази у западном делу Каролинских острва и друго је по величини острво у Микронезији. Главни град Палауа, Нгерулмуд се налази на Бабелдаобу, у држави Мелекеок.
Бабелдаоб је један од најнеразвијенијих насељених острва у Тихом океану иако је друго острво по величини острво у Микронезији (само је острво Гуам веће). Он има око 30% становништва Палауа, са око 6.000 људи који живе у њој. Острво Бабелдаоб, који има површину од 331 km² , чини више од 70% територије Палауа. Она има око 30% становништва земље, са око 6.000 становника који живе у њој.

## Географија
За разлику од већине острва, Бабелдаоб је планинско острво. Њена највиша тачка износи 242 мнв ( Нгерчелчус ). На источној обали Бабелдаоба има много пешчаних плажа, посебно између Мелекеока и Нгарарда, а западна обала је богата шумама мангрова.
Мост Корор-Бабелдаоб повезује острво Бабелдаоб и острво Корор.
Од шеснаест држава Палауа, Бабелдаоб обухвата десет а то су:
- Аимелик
- Аираи
- Мелекеок
- Нгарард
- Нгардмау
- Нгарцхелонг
- Нгатпанг
- Нгцхесар
- Нгеремленгуи
- Нгивал